# NHIndustries
NHIndustries er en virksomhed, oprettet i 1992 af Eurocopter, Agusta og Fokker, og som producerer helikoptere.
De tre grundlæggere har følgende aktieandele i NHIndustries:
- Eurocopter 62,5%
- Agusta: 32%
- Fokker: 5,5%

NHIndustries blev grundlagt for at være hovedentrepenøren ved design, udvikling, produktion og support af NHI NH90-helikopterserien.

## Eksterne links
- NHIndustries' Officielle Website

| Frankrig | Spire Denne artikel om et firma eller en virksomhed i Frankrig er en spire som bør udbygges. Du er velkommen til at hjælpe Wikipedia ved at udvide den. |